# Margareta Pogonat
Margareta Pogonat  (nume complet, la naștere Margareta-Caliopi Pogonat; n. 6 martie 1933, Iași, România – d. 11 mai 2014, București, România) a fost actriță română de film, radio, teatru, televiziune și voce.

## Biografie
Tatăl, Alexandru Pogonat (fiul lui Petru Pogonat), a fost jurist și ofițer, mort în război în prima linie atunci când armata română a trecut Prutul. Mama sa a fost actriță, se numea Anastasia Ferichidis (la origine), cu nume de scena Sia Ferichide-Botez. Alexandru Pogonat nu a fost căsătorit cu mama Margaretei, însă a recunoscut-o drept copilul său.
În perioada 1949 - 1955 își câștigă singură existența, desfășurând mai multe meserii: secretară de liceu, a fost mânuitor de păpuși, contabilă, casieră și desenator tehnic. A absolvit Institutul de Artă Teatrală și Cinematografică din București, clasa lui Alexandru Finți, în 1959.
A debutat pe scena Teatrului de Stat din Botoșani și pe ecran în Două lozuri, ecranizare după Ion Luca Caragiale, în regia lui Aurel Mihăeș și Gheorghe Naghi (1957), în care l-a avut partener pe Grigore Vasiliu Birlic.
Desfășoară o bogată activitate teatrală (Teatrul de stat din Botoșani - unde debutează scenic cu rolul Rosaura din „Mincinosul” în 1959, Teatrul Național din Iași, Teatrul de stat din Ploiești, Teatrul Nottara ) și cinematografică (debut în 1957 în Pasărea furtunii, regia Dinu Negreanu). 
Activitate didactică după 1990 la două facultăți particulare - Spiru Haret și Universitatea Ecologică, la care a predat Actoria." Am căutat întotdeauna, ca om și ca artist, să-mi păstrez niște date inițiale de puritate, de sensibilitate sufletească, de înțelegere față de oameni și față fenomenele din jur. Și asta pentru a reuși să îmbătrânesc frumos în viață, și pentru a-mi păstra o anumită avere din care să înzestrez personajele pe care le joc".

## Distincții și premii
- Premiul de interpretare la Concursul tinerilor actori (1960) pentru rolul Ileana în “Ediție specială”
- Medalia Meritul Cultural clasa I (6 noiembrie 1967) „pentru merite în domeniul artei dramatice”[10]
- Premiul ACIN de interpretare în 1972 (pentru rolul Monica din Drum în penumbră, regia Lucian Bratu).
- Premiul Asociației Cineaștilor din România, primit înainte de 1990[11], pentru Zestrea, regia Letiția Popa, Dragostea începe vineri, regia Virgil Calotescu(1973).[5]
- Premiul UNITER pentru întreaga activitate (2009).[3]

## Teatru
Teatrul Nottara din București
- Patru lacrimi de Viktor Rozov
- Oameni feluriți
- Sentimente și naftalină de Sidonia Drăgușanu
- Omul care face minuni de Radu F. Alexandru

## Filmografie
| An   | Film                              | Rol | Regizor                       | Gen               | Note                                        |
| ---- | --------------------------------- | --- | ----------------------------- | ----------------- | ------------------------------------------- |
| 1957 | Pasărea furtunii                  | Uliana (debut cinematografic)                                                                                | Dinu Negreanu                 | război            | După roman omonim de Petru Dumitriu         |
| 1957 | Două lozuri                       | Țâca | Gheorghe Naghi, Aurel Miheleș | comedie           | După schița „Două loturi” de I.L. Caragiale |
| 1963 | Lumină de iulie                   | Chira Samoilă, îngrijitoare de găini, iubita lui Victor                                                      | Gheorghe Naghi                | dramatic          |                                             |
| 1965 | Amintiri din copilărie            | țiganca | Elisabeta Bostan              | aventuri          |                                             |
| 1967 | Meandre                           | Anda, soția lui Constantin, mama vitregă a lui Gelu                                                          | Mircea Săucan                 | psihologic        |                                             |
| 1968 | Apoi s-a născut legenda           | Neta Crișu                                                                                                   | Andrei Blaier                 | dramatic          |                                             |
| 1969 | Tinerețe fără bătrînețe           | mama lui Făt-Frumos                                                                                          | Elisabeta Bostan              | fantastic         |                                             |
| 1972 | Drum în penumbră                  | Monica Holban, dactilografă în redacția revistei Avîntul literar                                             | Lucian Bratu                  | dramatic          |                                             |
| 1972 | Papesa Ioana (Pope Joan)          | țărancă | Michael Anderson              | istoric, dramatic | [ 13 ]                                      |
| 1973 | Zestrea                           | ing. Livia Gavrilescu (n. Bocancea), iubita din tinerețe a lui Doru, care lucrează pe un șantier din Pitești | Letiția Popa                  | dramatic          |                                             |
| 1973 | Dragostea începe vineri           | șefa de echipă Marieta                                                                                       | Virgil Calotescu              |                   |                                             |
| 1973 | Pistruiatul                       | mama Pistruiatului                                                                                           | Francisc Munteanu             | propagandă        | serial TV                                   |
| 1974 | Când trăiești mai adevărat        | | Ion Cojar                     | dramatic          | [ 14 ]                                      |
| 1974 | Trei scrisori secrete             | Veronica, soția maistrului Ion Moruzan                                                                       | Virgil Calotescu              | dramatic          |                                             |
| 1975 | Actorul și sălbaticii             | Elvira Caratase, soția lui Costică                                                                           | Manole Marcus                 | comedie, dramatic |                                             |
| 1975 | Orașul văzut de sus               | prof. Maria Sorescu, directoarea Școlii de reeducare pentru minori nr. 1, aleasă în funcția de primar        | Lucian Bratu                  | dramatic          |                                             |
| 1976 | Gloria nu cântă                   | Mama | Alexandru Bocăneț             | muzical           |                                             |
| 1976 | Pasărea speranței                 | | Domnița Munteanu              | dramatic          | TV                                          |
| 1977 | Regăsire                          | Melania | Ștefan Traian Roman           | dramatic          |                                             |
| 1978 | E-atît de-aproape fericirea       | Mimi Raiu, mama Cristinei                                                                                    | Andrei Cătălin Băleanu        | dramatic          |                                             |
| 1979 | Clipa                             | |                               |                   |                                             |
| 1980 | Visul unei nopți de iarnă         | D-na Panait, mama Mariei                                                                                     |                               |                   | teatru TV                                   |
| 1981 | Probleme personale                | Florescu, secretară de partid                                                                                | David Reu                     | dramatic          |                                             |
| 1981 | Convoiul                          | Dna. Olteanu                                                                                                 | Mircea Moldovan               | dramatic          |                                             |
| 1981 | Lumini și umbre: Partea I         | Maria Bălan                                                                                                  | Titus Popovici                |                   | serial TV                                   |
| 1982 | Lumini și umbre: Partea II        | Maria Bălan                                                                                                  | Titus Popovici                |                   | serial TV                                   |
| 1993 | Gaițele                           | Lena | Nae Cosmescu                  |                   | film TV                                     |
| 1994 | Crucea de piatră – Ultimul bordel | mama lui Radu, profesoară, cunoscută anterior drept „Cilica” de la tanti Verde din Brăila                    | Andrei Blaier                 | dramatic          |                                             |
| 2002 | Binecuvântată fii, închisoare     | Maria Antonescu                                                                                              | Nicolae Mărgineanu            | istoric           |                                             |
| 2005 | Amantul marii doamne Dracula      | Die Goia | Constantin Dicu               | istoric           | 11 episoade, serial TV                      |
| 2005 | Cuscrele                          | Rodica Basca                                                                                                 | Nae Cosmescu                  | sitcom            | serial TV                                   |
| 2006 | Margo                             | | Ioan Cărmăzan                 | dramatic          |                                             |
| 2010 | Iubire și onoare                  | bunica lui Coco                                                                                              | Iura Luncașu                  | dramatic          | serial TV                                   |